# مجسم من أجل الملك
هولوغرام لأجل الملك  (بالإنجليزية: A Hologram for the King)‏ هو فيلم دراما وكوميديا أمريكي من بطولة توم هانكس تم إنتاجه عام 2016، وكان العرض الأول له في هولندا في 22 ابريل، 2016. الفيلم من إخراج وكتابة توم تايكوير، وهو مبنيٌّ على روايةٍ صدرت في 2012 للكاتب ديف إيغرز تحمل نفس الاسم. الفيلم من بطولة توم هانكس وتوم سكيريت وساريتا تشودري وتريسي فيراوي وجاي عبده.

## القصة
رجل الأعمال آلن كلاي (توم هانكس) الذي يُعاني من خسائر ماديةٍ فادحةٍ نتيجةً للأزمة المالية التي أنهكت اقتصاد الولايات المتحدة، يقرر على إثرها السفر إلى المملكة العربية السعودية المستقرة اقتصاديا سعياً لتحسن أوضاعه المادية وتفادي الإفلاس عن طريق عرض أفكاره وخبراته على أحد الأمراء السعوديين الذي يقوم بإنشاء مدينة جديدة ذات إستثماراتٍ ضخمةٍ وعالميةٍ.

## طاقم التمثيل
- توم هانكس بدور آلان كلاي.
- توم سكيريت.
- ساريتا تشودري.
- تريسي فيراوي.
- جاي عبده بدور د. حداد.
- جين بيري بدور روبي كلاي.
- ماغن ماكشكو بدور ريتشل.
- ديفيد مينكين، بدور آلان الصغير.
- خالد ليث بدور كريم الأحمد.
- الكسندر بلاك بدور يوسف.
- ظافر العابدين بدور حسن.

## الإنتاج

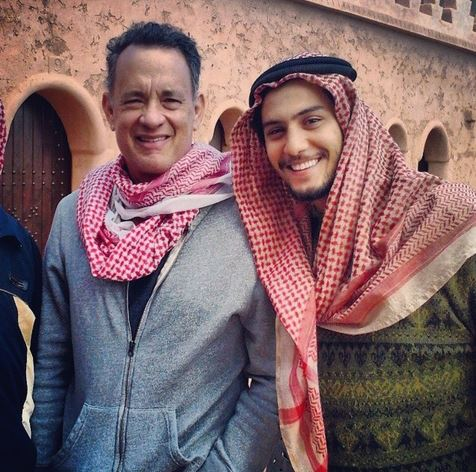
توم هانكس أثناء التصوير, 13 مارس 2013.

في 12 يونيو 2013، أُفيد بأن المخرج توم تايكوير يعمل على تطوير وتعديل رواية وصية لأجل الملك للكاتب ديف إيغرز، وأنه سيقوم بكتابة الفيلم وإخراجه، بينما سيؤدي توم هانكس دوراً رئيسياً فيه، وسيقوم بإنتاجه استديو بلاي تون واستديو إكس-فيلم كرييتف بول. في 5 سبتمبر 2013، حصلت شركة لوتس للترفيه على حقوق الفيلم العالمية. في 6 مارس 2014، أعلن أنّ ساريتا تشودري، وعمر ألبا، وتريسي فيراوي، وديفيد مينكين وتوم سكيريت قد انضمّوا إلى طاقم ممثلي الفيلم.

### التصوير
بدأت مرحلة الإنتاج في الربع الأول من 2014، وبدأ تصوير الفيلم في 6 مارس 2014 في ورززات، والرباط، والدار البيضاء، وإقليم العيون في المغرب. وسيتم التصوير أيضاً في برلين، وبوتسدام، ألمانيا، وسيتوقف التصوير في يونيو.

## الإصدار

### التسويق
في 14 مايو 2014، كشف موقع ذا هوليوود ريبورتر عن صورةٍ دعائيةٍ للفيلم يظهر فيها  وسوف تُصدر وارنر برذرز الفيلم في آخر عام 2015.

## انتقادات
أثار الفيلم انتقادات واسعة في السعودية واعتبروا الفيلم تشويه لصورة السعوديين.

## وصلات خارجية
- مجسم من أجل الملك على موقع IMDb (الإنجليزية)
- مجسم من أجل الملك على موقع ميتاكريتيك (الإنجليزية)
- مجسم من أجل الملك على موقع الموسوعة البريطانية (الإنجليزية)
- مجسم من أجل الملك على موقع روتن توميتوز (الإنجليزية)
- مجسم من أجل الملك على موقع قاعدة بيانات الأفلام العربية
- مجسم من أجل الملك على موقع ألو سيني (الفرنسية)
- مجسم من أجل الملك على موقع Turner Classic Movies (الإنجليزية)
- مجسم من أجل الملك على موقع أول موفي (الإنجليزية)
- مجسم من أجل الملك على موقع بوكس أوفيس موجو (الإنجليزية)
- مجسم من أجل الملك على موقع فيلمافينيتي (الإسبانية)